# Trouble (album)
Pour les articles homonymes, voir Trouble.
Albums de Ayumi Hamasaki
M(A)DE IN JAPAN
(2016)
EPs par Ayumi Hamasaki
sixxxxxx
(2015)
TROUBLE est un mini-album d'Ayumi Hamasaki, son sixième sous le label Avex Trax.

## Présentation
L'album, sorti le 15 août 2018 en version physique mais disponible en écoute sur AWA et Apple Music dès le 6 août puis disponible en téléchargement le 11 août, inclut deux titres déjà proposés en version numérique : We are the QUEENS (2016) et WORDS dévoilé en 2017, ainsi que trois inédits, æternal, W et The way I am.
Il aborde les thèmes de la solitude, de l'amour, de l'espoir et du désespoir.
En plus de deux versions CD, quatre autres éditions limitées exclusives au site « mu-mo shop » existent, deux CD+DVD et deux CD+Blu-ray incluant divers bonus tels que des photographies.
Il se vend à 18 360 exemplaires pour son premier jour en prenant la deuxième place du classement journalier, puis à 24 147 exemplaires pour sa première semaine et entre à la troisième place du classement hebdomadaire. Lors de sa deuxième semaine, il s'écoule à 3 669 copies et 1 458 exemplaires au cours de sa troisième semaine.

## Liste des titres
Toutes les paroles sont écrites par Ayumi Hamasaki.
| 1. | We are the QUEENS | 5:00 |
| 2. | æternal           | 4:40 |
| 3. | WORDS             | 5:06 |
| 4. | W                 | 3:26 |
| 5. | The way I am      | 4:27 |

| 1. | The way I am      | 4:27 |
| 2. | W                 | 3:26 |
| 3. | WORDS             | 5:06 |
| 4. | æternal           | 4:40 |
| 5. | We are the QUEENS | 5:00 |

| 1.  | ourselves                       |  |
| 2.  | WARNING                         |  |
| 3.  | NEVER EVER                      |  |
| 4.  | Because of You                  |  |
| 5.  | Pieces of SEVEN                 |  |
| 6.  | Virgin Road                     |  |
| 7.  | Distant Memories                |  |
| 8.  | my name's WOMEN                 |  |
| 9.  | appears                         |  |
| 10. | RED & BLUE                      |  |
| 11. | Fly high                        |  |
| 12. | UNITE!                          |  |
| 13. | talkin' 2 myself                |  |
| 14. | Mirrorcle World                 |  |
| 15. | Voyage                          |  |
| 16. | Movin' on without you           |  |
| 17. | You & Me                        |  |
| 18. | SURREAL 〜 evolution 〜 SURREAL |  |
| 19. | Boys & Girls                    |  |
| 20. | Who...                          |  |
| 21. | Love song                       |  |

| 1.  | I am...                                                |  |
| 2.  | Moments                                                |  |
| 3.  | A Song for ××                                          |  |
| 4.  | RED & BLUE                                             |  |
| 5.  | Shake It♥                                              |  |
| 6.  | STEP you                                               |  |
| 7.  | Memorial address                                       |  |
| 8.  | Last minute                                            |  |
| 9.  | Pieces of SEVEN                                        |  |
| 10. | Bold & Delicious                                       |  |
| 11. | progress                                               |  |
| 12. | FLOWER                                                 |  |
| 13. | ourselves                                              |  |
| 14. | Ivy                                                    |  |
| 15. | Feel the love 〜 XOXO 〜 Lelio 〜 You & Me 〜 AUDIENCE |  |
| 16. | Boys & Girls                                           |  |
| 17. | Love song                                              |  |
| 18. | SEVEN DAYS WAR                                         |  |